# Anthospermeae
Anthospermeae, tribus broćevki s dvannaest rodova i preko 200 vrsta iz umjerene Južne Amerike, južnoatlantskih otoka, Afrike i Australazije.
Karakteristični su im anemofilni cvjetovi.

## Rodovi
1. Anthospermum L.
2. Carpacoce Sond.
3. Coprosma J.R.Forst. & G.Forst.
4. Durringtonia R.J.F.Hend. & Guymer
5. Galopina Thunb.
6. Leptostigma Arn.
7. Nenax Gaertn.
8. Nertera Banks & Sol. ex Gaertn.
9. Normandia Hook.f.
10. Opercularia Gaertn.
11. Phyllis L.
12. Pomax Sol. ex DC.